# Himeji
Himeji (jap. 姫路市 Himeji-shi) – miasto w prefekturze Hyōgo, w Japonii. Od strony południowej wychodzi na otwarte morze przybrzeżne Harima-nada, które jest częścią Morza Wewnętrznego (Seto-naikai).

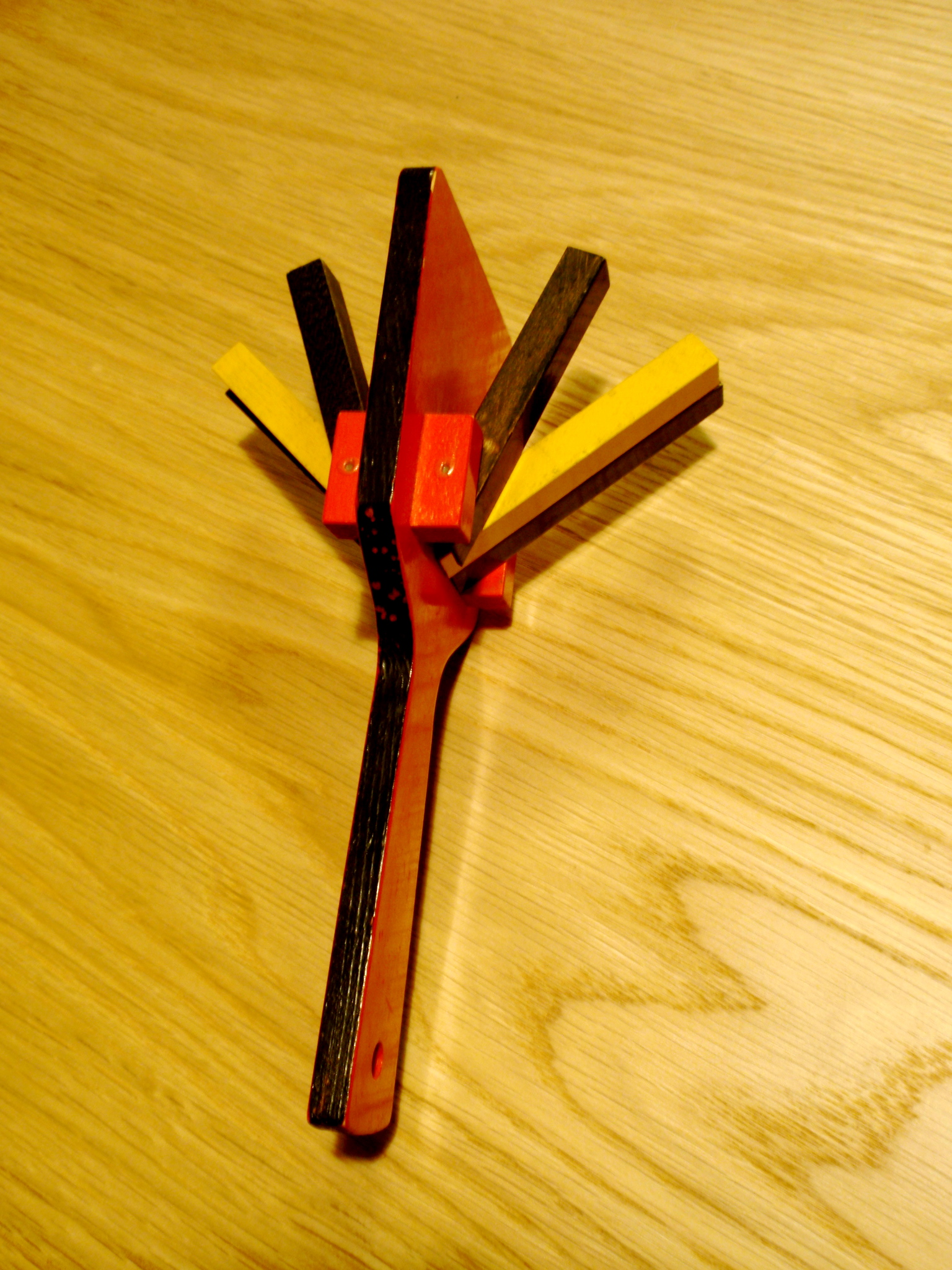
Naruko

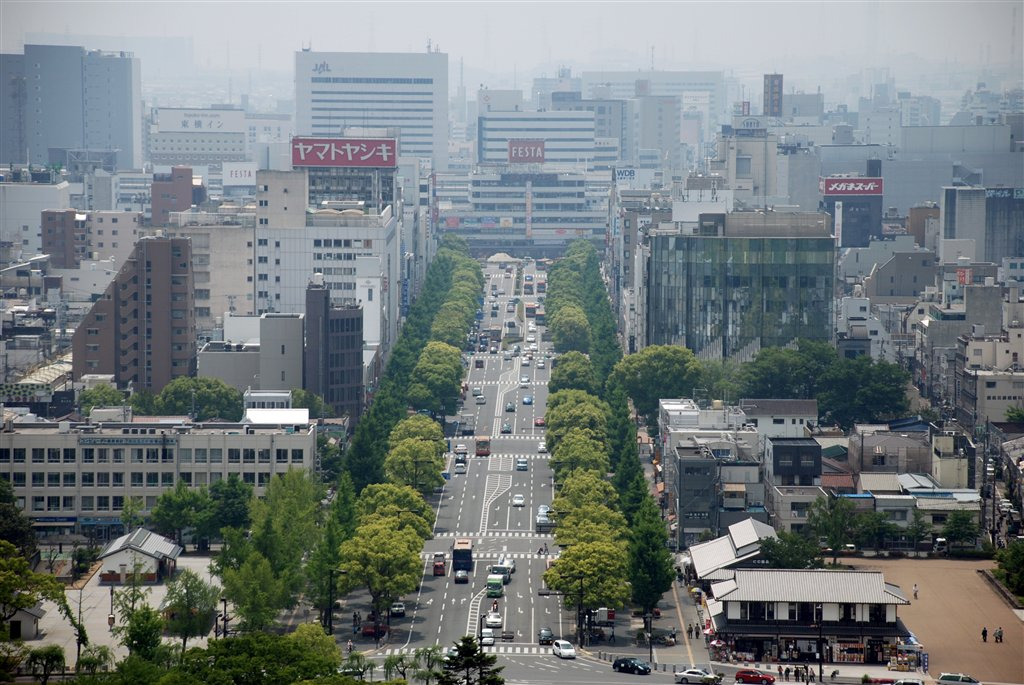
Widok z wieży zamkowej na Ōtemae-dōri

W Himeji znajduje się zamek Himeji, wpisany na listę światowego dziedzictwa UNESCO. Inną atrakcją miasta jest buddyjska świątynia Engyō-ji. 

## Historia
Rejon obecnego miasta Himeji był zamieszkany już około 10 tys. lat temu, w okresie Jōmon. Po reformie Taika w VII wieku stał się centrum prowincji Harima (ob. południowo-zachodnia część prefektury Hyōgo). W połowie VIII wieku na mocy edyktu żarliwego propagatora buddyzmu, cesarza Shōmu (701–756), została zbudowana świątynia buddyjska i mniej więcej w tym samym czasie powstała świątynia Shosha-zan Engyō-ji. W okresie Muromachi-Ashikaga (1336–1573) powstała forteca Himeyama, następnie Hideyoshi Toyotomi (1536–1598) dobudował wieżę, a zamek w dzisiejszej postaci stworzył w późniejszych latach Terumasa Ikeda (1565–1613).  W okresie Edo (1603–1868) nastąpiła rozbudowa miasta zamkowego Himeji.
Obok zamku znajduje Muzeum Historii Prefektury Hyōgo (Hyogo Prefectural Museum of History), które prezentuje historię miasta, zamku i regionu. 
W 2006 do organizmu miejskiego Himeji włączono kilka okolicznych jednostek administracyjnych.

## Festiwale

### Himeji Yosakoi Matsuri
Sierpniowy, niezwykle barwny i energetyczny festyn Himeji Yosakoi Matsuri jest jednym z elementów kilkudniowego, letniego „karnawału”. Tańce są prezentowane przez zespoły środowiskowe składające się z kilkudziesięciu lub nawet kilkuset uczestników. Każdy zespół dobiera własną muzykę, kostiumy i choreografię. W czasie tańca używa się rekwizytów np.: wachlarzy, parasolek, naruko (rodzaj terkotki, grzechotki, kołatki, prostego narzędzia służącego do przeganiania ptaków z pola). W zależności od regionu festyny noszą różne nazwy, a same parady taneczne i pokazy towarzyszą często innym festiwalom.
Ten taneczny festiwal ma relatywnie krótką historię. Po raz pierwszy został zorganizowany w prefekturze Kōchi w 1954 roku w celu wyeliminowania powojennej depresji gospodarczej, modlitwy o zdrowie i dobrobyt obywateli oraz promowania aktywności na ulicach handlowych, które latem notowały znaczny spadek dochodów. W pierwszej edycji festiwalu wzięło udział około 750 uczestników, obecnie tysiące na terenie całego kraju.

### Himeji Yukata Matsuri
Co roku, od ponad 260 lat, odbywa się w czerwcu festiwal Himeji Yukata Matsuri, najstarszy tego typu w Japonii. 
Ze względu na to, że zamek Himeji zbudowano na terenie dawnego chramu Osakabe, zwykli ludzie utracili swoje miejsce modlitwy. Ówczesny władca zamku, Masamine Sakakibara (władał nim w latach 1732–1741) przeniósł zatem chram ze wzgórza do centrum miasta Himeji, aby każdy miał do niego dostęp. Uroczystości z tym związane zorganizowano w szybkim tempie latem i mieszkańcy nie mieli czasu ani pieniędzy, aby przygotować formalne stroje. Wyrażono więc zgodę, aby mogli uczestniczyć w ceremonii ubrani w yukaty, których w tamtym czasie nie noszono w miejscach publicznych. Taki był początek tego festiwalu. Uroczystości obejmują paradę w yukatach, pokaz mody yukat, występy muzyczne i taneczne.

## Przemysł
W mieście rozwinął się przemysł rafineryjny, stoczniowy, elektrotechniczny, maszynowy, chemiczny oraz drzewny.

## Galeria

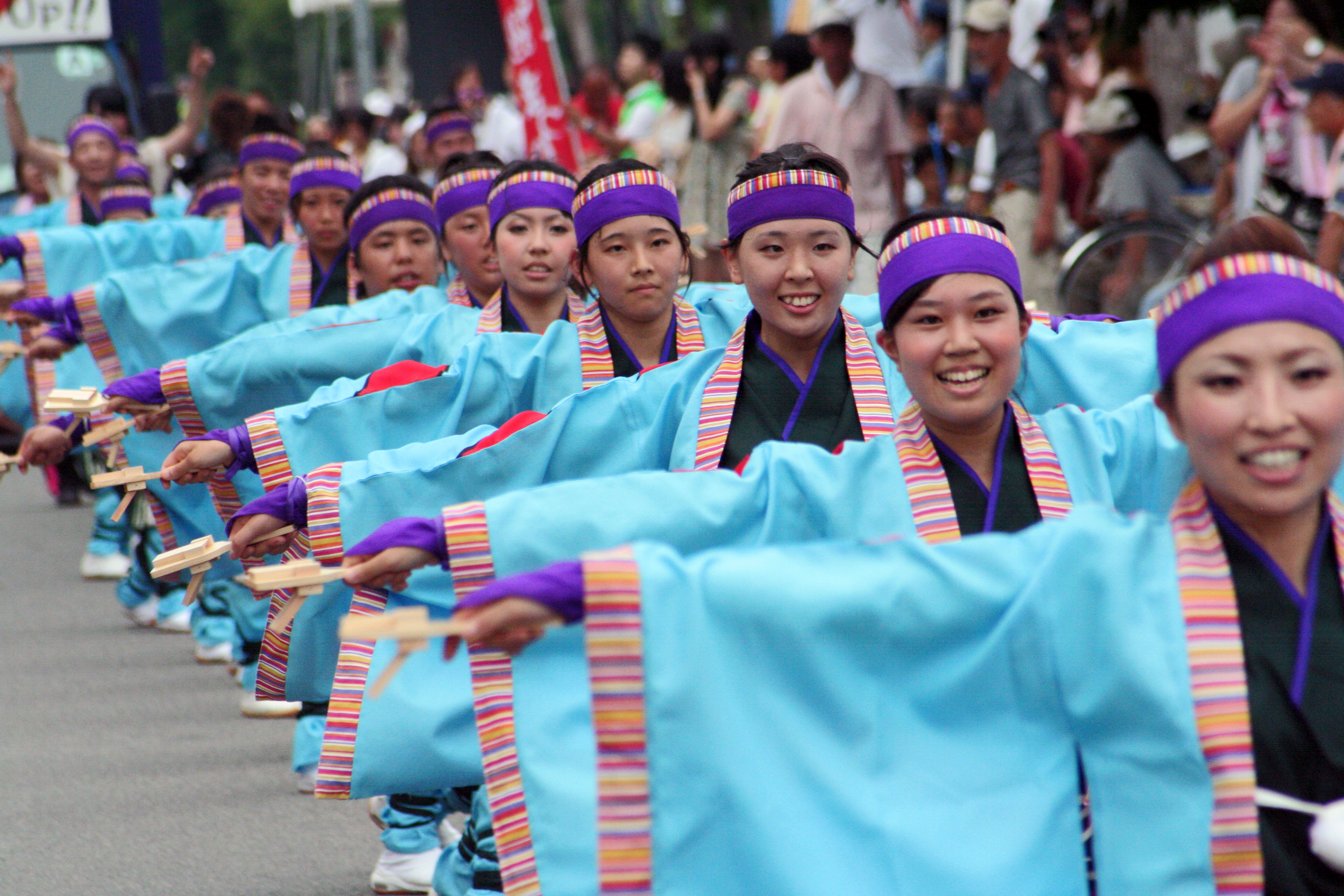
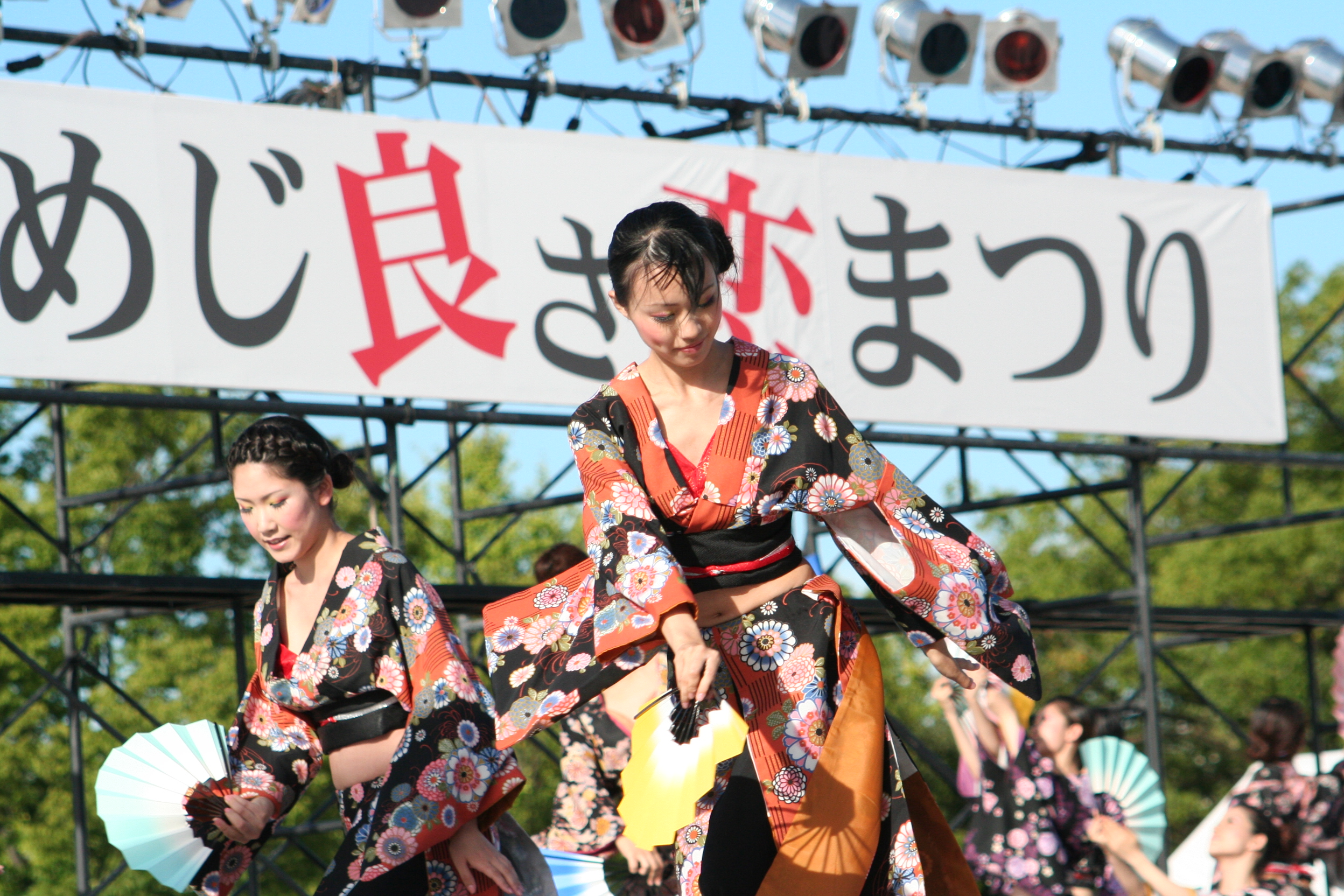
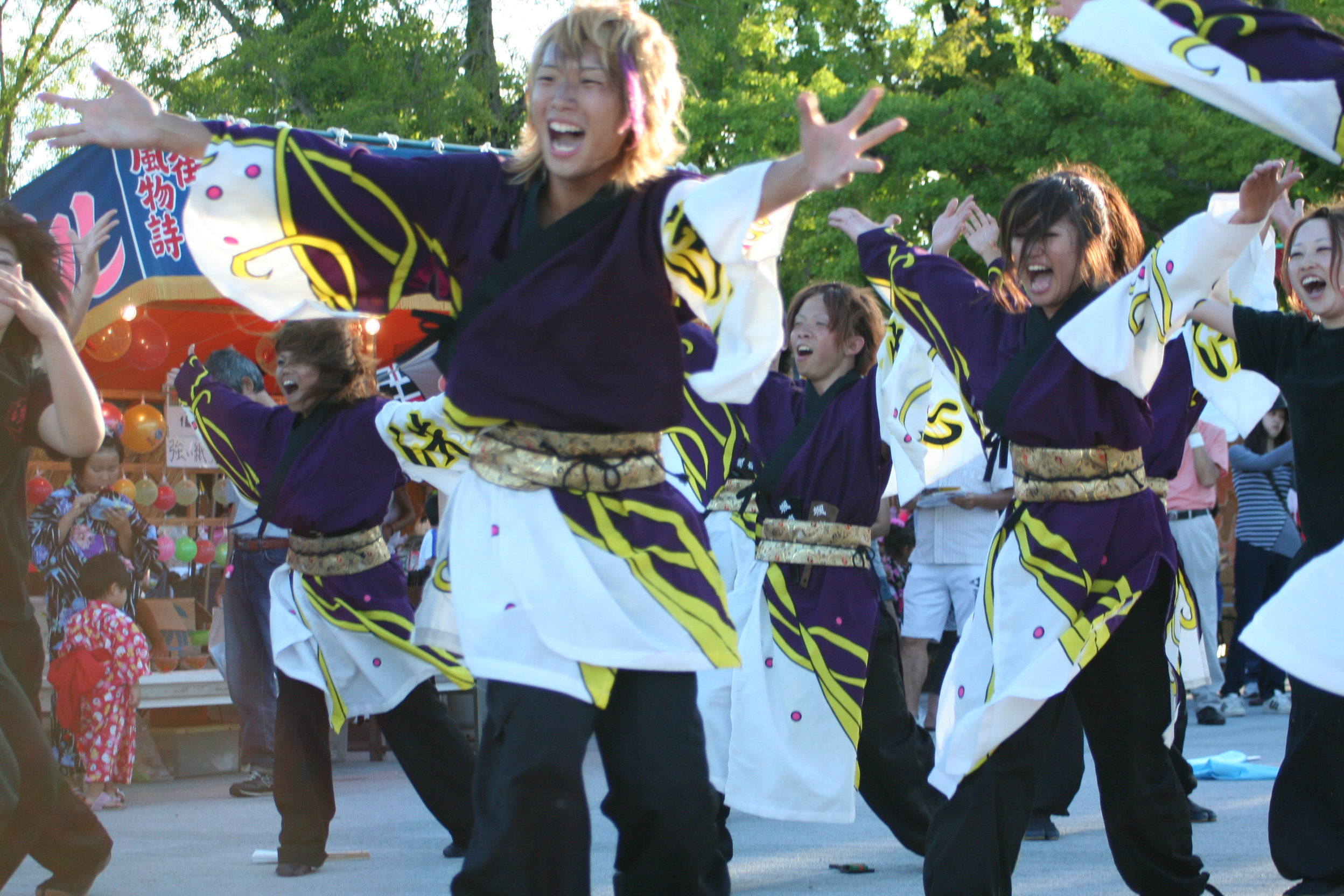
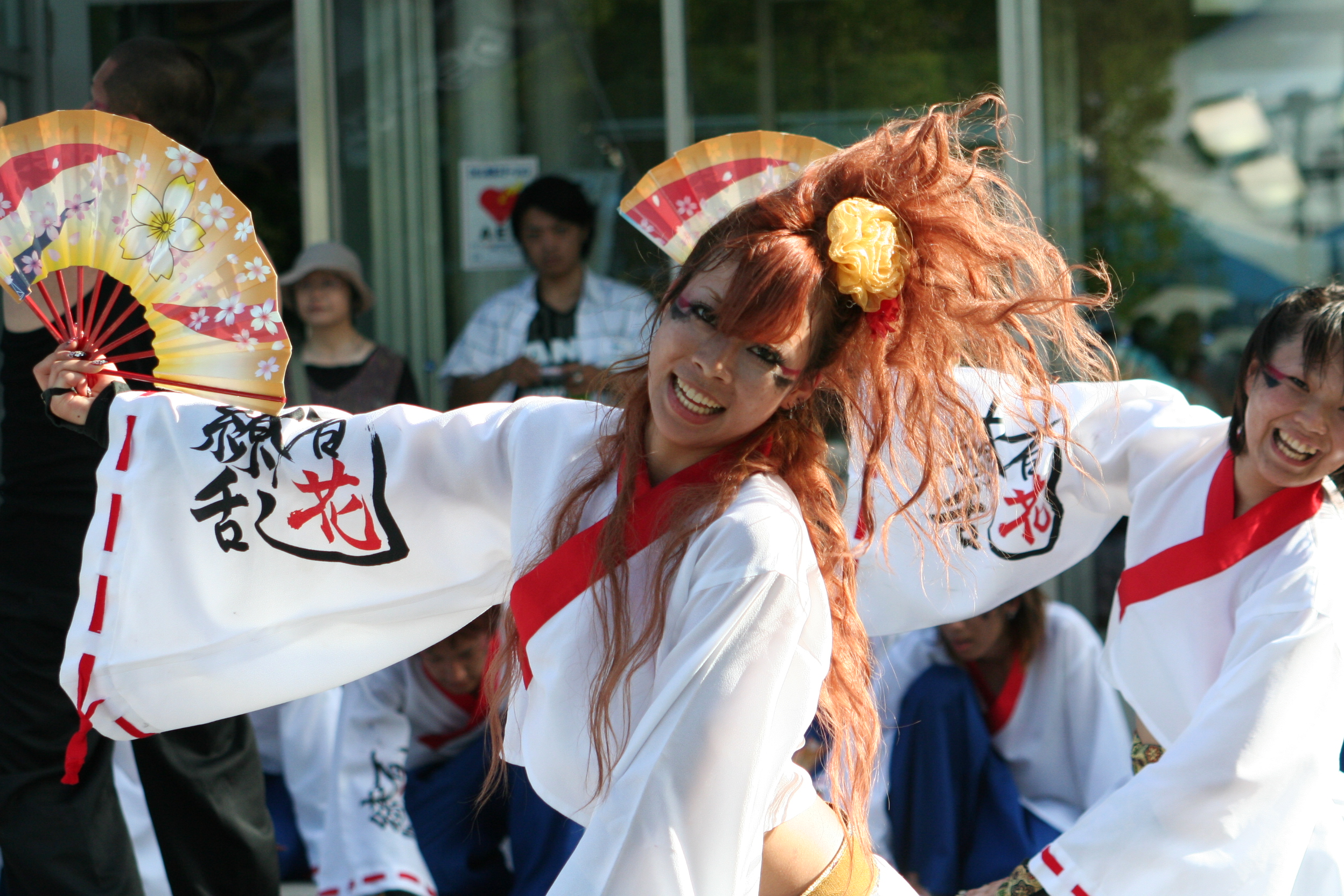

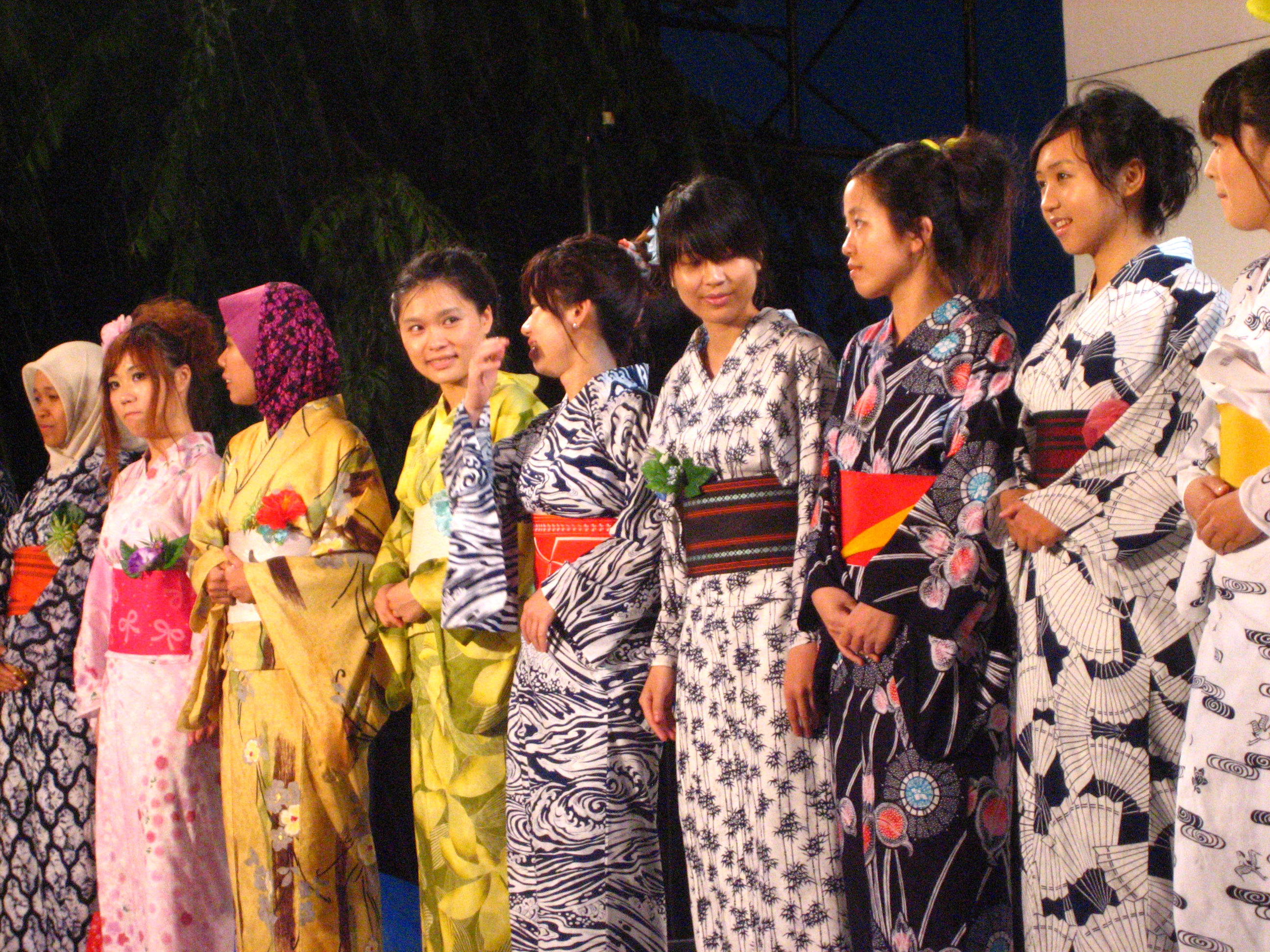
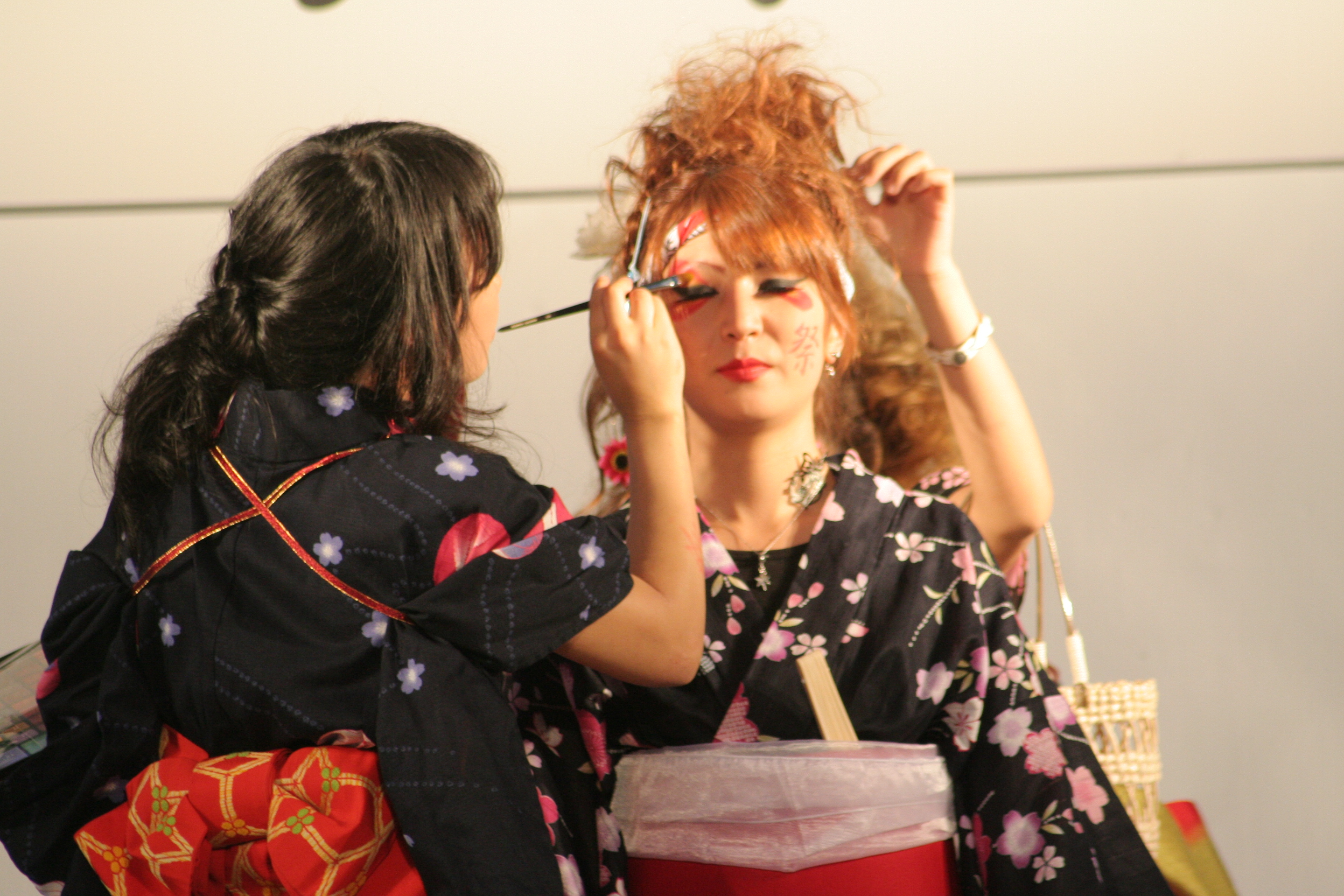
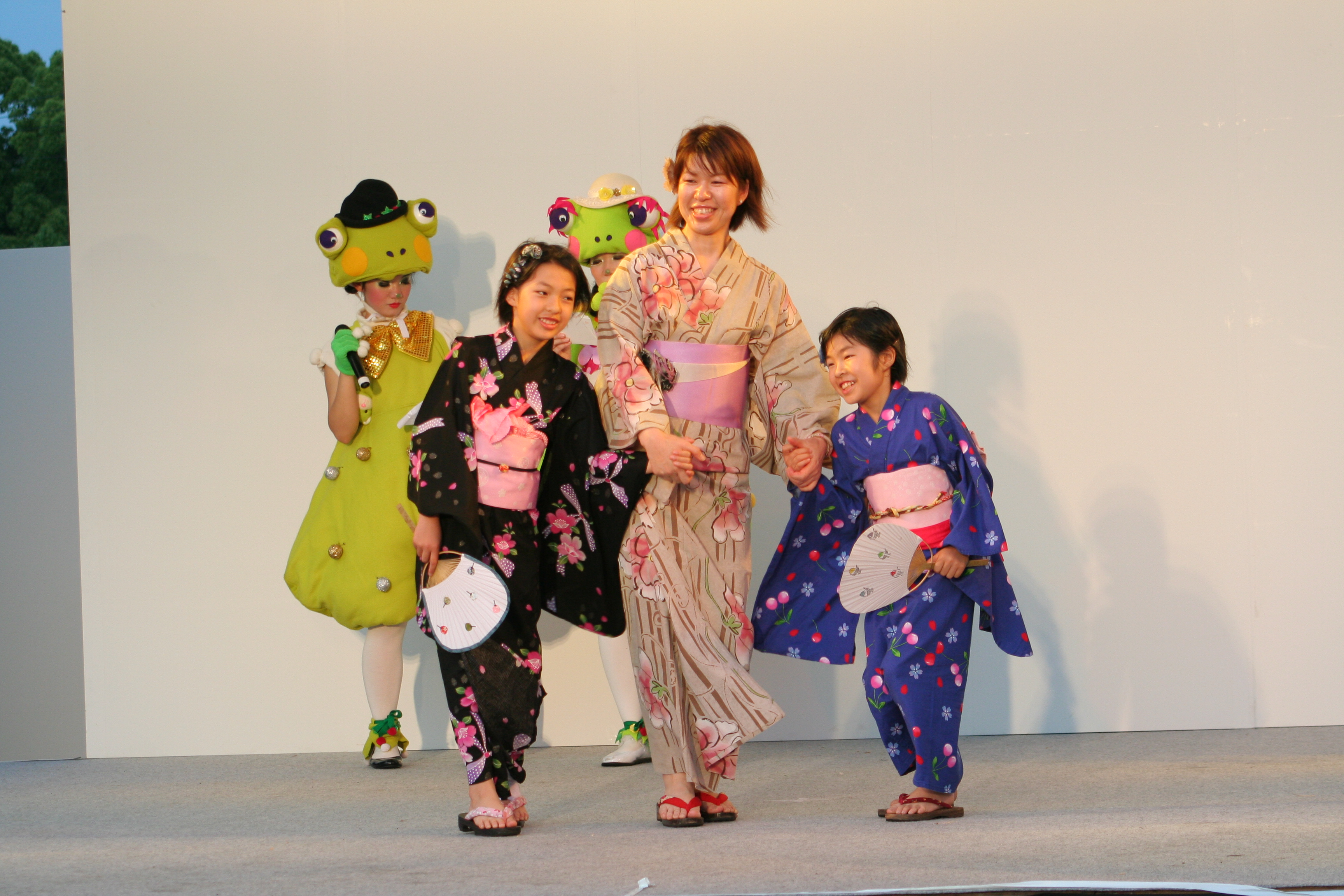
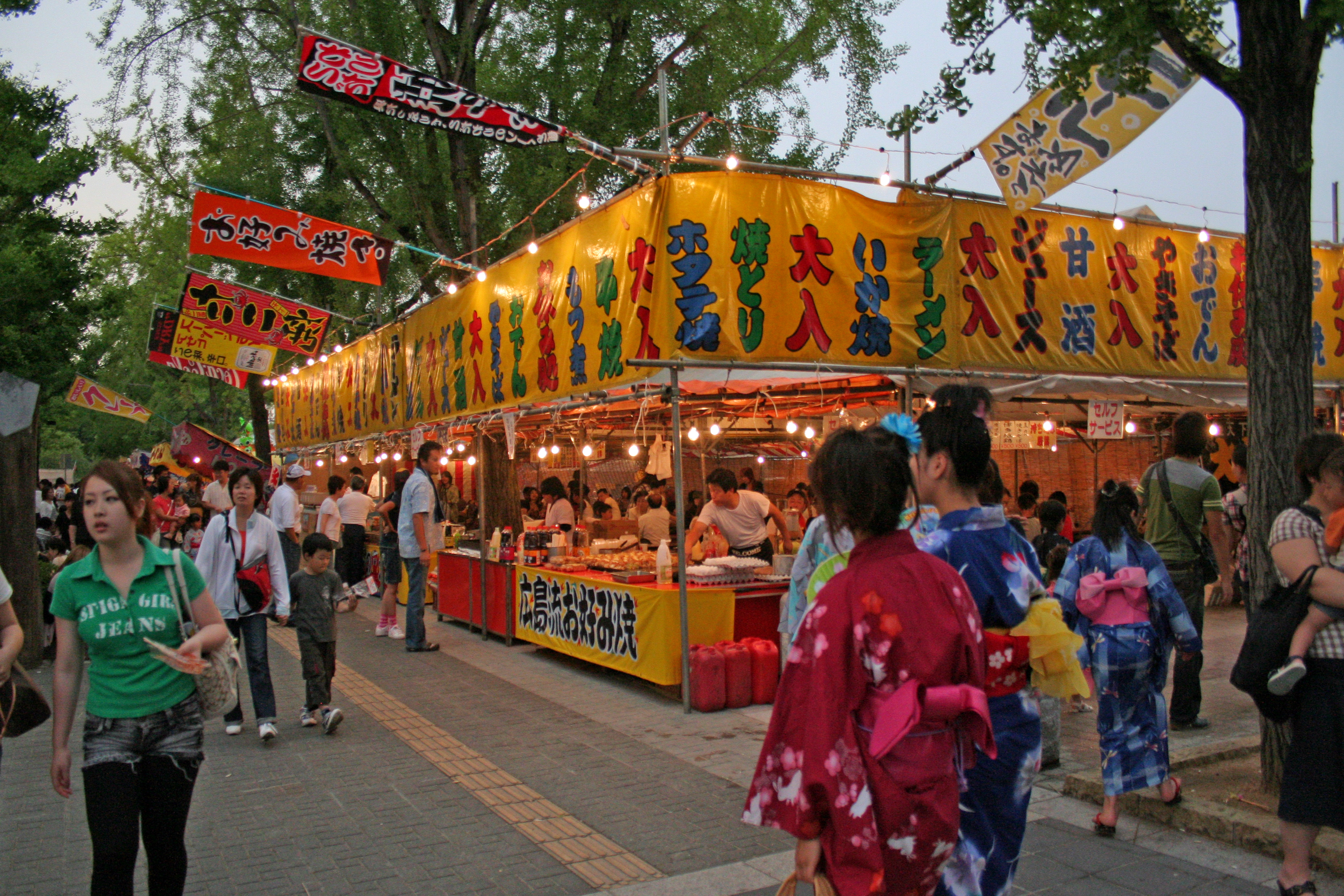

Himeji Yosakoi Matsuri
Himeji Yukata Matsuri

## Współpraca
Miejscowość partnerska:
- Charleroi, Belgia[7]